# Pinocchio (film, 1940)
Pinocchio je animovaný film z dílny Walta Disneye. Natočili jej roku 1940 režiséři Ben Sharpsteen a Hamilton Luske. Námět pochází ze stejnojmenné dětské knihy, kterou napsal Carlo Collodi. Jedná se o druhý film z takzvané animované klasiky Walta Disneye. V roce 2008 ho Americký filmový institut zařadil mezi 10 nejlepších animovaných filmů na světě.
Hlasy postaviček v originále namluvili herci jako Cliff Edwards, Dickie Jones, Christian Rub, Mel Blanc, Walter Catlett, Charles Judels, Evelyn Venable, a Frankie Darro. Hudbu napsali Leigh Harline, Paul J. Smith, a Ned Washington.

## Obsazení
| Postavy       | Anglický dabing                                               | Český dabing                                    |
| ------------- | ------------------------------------------------------------- | ----------------------------------------------- |
| Pinocchio     | Dicky Jones                                                   | Matěj Štěpán                                    |
| Jémine        | Cliff Edwards                                                 | Vladislav Beneš                                 |
| Gepetto       | Christian Rub                                                 | Jiří Knot                                       |
| Stromboli     | Charles Judels                                                | Ota Jirák                                       |
| Poctivec John | Walter Catlett                                                | Pavel Trávníček nebo Ladislav Županič           |
| Modrá víla    | Evelyn Venable                                                | Kateřina Brožová                                |
| Knot          | Frankie Darro                                                 | Daniel Tůma                                     |
| Vozka         | Charles Judels                                                | Vladimír Vrabec                                 |
| Další role    | Jack Mercer Clarence Nash Don Brodie Jack Bailey Dickie Jones | Stanislav Lehký Vladimír Kudla Vojtěch Rohlíček |